# Dominique Franks
(en) Statistiques sur pro-football-reference
Dominique Franks (né le 8 octobre 1988 à Oklahoma City) est un joueur américain de football américain.

## Carrière

### Université
Franks fait ses études à l'université de l'Oklahoma et joue pour les Sooners, équipe de l'université. Après la saison 2009, il prend la décision de sauter sa dernière année à l'université pour s'inscrire au draft de la saison 2010.

### Professionnel
Dominique Franks est sélectionné au cinquième tour du draft de la NFL de 2010 par les Falcons d'Atlanta au 135e choix. Pour sa première saison en NFL (rookie), il entre au cours de deux matchs et intercepte une passe lors d'un de ses deux matchs, parcourant ensuite quarante yards. Il fait aussi un tacle et une passe déviée.